# Дојл (Тенеси)
Дојл (енгл. Doyle) град је у америчкој савезној држави Тенеси.

## Демографија
По попису из 2010. године број становника је 537, што је 12 (2,3%) становника више него 2000. године.
| Група             | 2000.       | 2010.       |
| Белци             | 513 (97,7%) | 521 (97,0%) |
| Афроамериканци    | 1 (0,2%)    | 1 (0,2%)    |
| Азијати           | 0 (0,0%)    | 1 (0,2%)    |
| Хиспаноамериканци | 7 (1,3%)    | 9 (1,7%)    |
| Укупно            | 525         | 537         |